# Josef Hehl
Josef Hehl (* 4. März 1885 in Mülheim-Speldorf; † 5. August 1953 in Xanten) war Töpfer und Plastiker und zählt zu den bedeutendsten deutschen Keramikkünstlern des beginnenden 20. Jahrhunderts.

## Leben
Josef Hehl wurde 1885 als 13. von 14 Kindern eines Ziegeleiarbeiters geboren. Neben der Arbeit im väterlichen Betrieb durchlief er keine reguläre Ausbildung und verstand sich zunächst als Handwerker ohne künstlerische Ambitionen. 1910 gründete er mit seinem Bruder Fritz eine eigene Töpferei in Hochemmerich. 1912 übernahmen sie zusammen eine stillgelegte Töpferei in Krefeld-Bockum. 1913 starb seine Frau; 1914 heiratete er die Krefelderin Sophie Hock. Während des Ersten Weltkriegs kam er in französische Kriegsgefangenschaft, wo er sich mit Holz-, Knochen- und Elfenbein-Schnitzereien beschäftigen konnte.
Krank und mittellos fertigte er nach seiner Rückkehr aus der Gefangenschaft 1920 zunächst Ziegelformstücke, um Geld zu verdienen. Bereits 1924 hatte er eine erste Ausstellungsbeteiligung im Kaiser-Wilhelm-Museum. Inwiefern sich Hehl, der als „sehr still und in sich zurückgezogen“ beschrieben wurde, Wissen über künstlerische Techniken und Keramik-Brennverfahren aneignete, ist weitgehend unbekannt. Im August 1929 siedelte Hehl nach Xanten über, wo er bis zu seinem Tod am 5. August 1953 lebte und arbeitete. 1930 starb seine zweite Frau; einige Zeit später heiratete er Änne Storck. 1945 wurden sein Haus und seine Werkstatt durch einen Bombenangriff zum Teil zerstört. Aus Teilen seiner beschädigten Arbeiten errichtete er einen „Scherbenhügel“. 1950 fand im Hetjens-Museum eine große Retrospektivausstellung statt. In den 50er und 60er Jahren war eine Werkauswahl unter dem Namen "Hehl-Sammlung" im Rathaus der Stadt Rheinhausen am Niederrhein ausgestellt. Diese Sammlung übergab die Stadt Duisburg im Jahr 2003 an die Stadt Xanten. Mit einer Hehl-Ausstellung wurde 2008 das Keramik-Museum in Sonsbeck eröffnet, in dem in der Sammlung niederrheinischer Keramik für die Werke Hehls ein eigener Raum eingerichtet ist. In Xanten und Duisburg wurden Straßen nach ihm benannt.
Seit dem 6. Mai 2011 befindet sich im „Haus der Kultur“ in Xanten in einem Raum des Dreigiebelhauses eine Dauerausstellung der Werke Hehls.

## Werk
Neben einer Vielzahl von Vasen, Tellern, Schüsseln und anderer Gebrauchskeramik schuf Hehl große und kleine Plastiken und Bildplatten in Unterglasurmalerei. Die Plastiken und Bildplatten behandeln vor allem religiöse Themen oder ihre Motive sind der Arbeitswelt entnommen, sie zeigen Tiere oder Idealbilder aus der Familienwelt.
Eine repräsentative Auswahl aus allen Schaffensbereichen, insgesamt 435 Werke, wurde 2003 vom Duisburger Lehmbruck-Museum der Stadt Xanten als Geschenk übergeben mit der Auflage, diese der Öffentlichkeit auf Dauer zugänglich zu machen.
Daneben befinden sich viele seiner nennenswerten Arbeiten heute im Privatbesitz oder sind im Keramikmuseum Tietz in Sonsbeck ausgestellt.

## Zitat
„Hehls Schaffensbereiche umfassen Gefäß, Skulptur, Bildflächen und die subtile Welt der Glasuren. So wie er die Skulptur auf körperhafte Grundformen zurückführt, eine sparsame äußere Einfachheit anstrebt, verzichtet er bei Gefäßen auf jede dekorativ plastische oder reliefartige Hinzufügung. Gebrauchsfähige, schlichte Hohlkörper bestimmen die gedrehte, klar gegliederte Gefäßform, die durch Schönheit der Proportion überzeugt.“

## Ausstellungen (Auswahl)
- 1930: Kaiser-Wilhelm-Museum, Krefeld
- 1932: Hetjens-Museum, Düsseldorf
- 1933: Museum der Stadt Neuss
- 1935: Kunstverein Düsseldorf
- 1950: Suermondt-Museum, Aachen
- 1951: Moerser Schloss
- 1977: Regionalmuseum Xanten und Kreismuseum Zons
- 1987: Kulturzentrum Rheinhausen
- 2003: Regionalmuseum Xanten (Retrospektive)

## Werke (Auswahl)
| Jahr          | Titel            | Art                               | Maße                            | Aufenthaltsort                  |
| ------------- | ---------------- | --------------------------------- | ------------------------------- | ------------------------------- |
| 1931          | Garbenträgerin   | Tonplastik                        | H 80 cm, 42 × 27 cm             | Stadt Xanten                    |
| 1932          | Klompentanz      | Tonplastik                        | H 94 cm, 48 × 44 cm             | Rathaus Xanten                  |
| 1928 und 1935 | Corpus und Pietà | Eichenholz und Tonplastik         | Corpus H 190 cm; Pietà H 65 cm, | Dorfkirche in Friemersheim      |
| 1940          | Vase             | Ton; Zinnglasur                   | H 44 cm                         | Hetjens-Museum, Düsseldorf      |
| 1947          | Triptychon       | Bildplatte mit Unterglasurmalerei | H 70 cm, B 40 cm                | Sparkasse Moers, Filiale Xanten |
| 1951          | Hochofenabstich  | Tonplastik                        | H 50, D 35                      | Privatbesitz, Krefeld           |